# Straniero in patria
Straniero in patria (Jack McCall Desperado) è un film del 1953 diretto da Sidney Salkow.
È un film western statunitense con George Montgomery (che interpreta Jack McCall, colui che uccise il leggendario fuorilegge del vecchio West Wild Bill Hickok), Angela Stevens e Douglas Kennedy.

## Produzione
Il film, diretto da Sidney Salkow su una sceneggiatura di John O'Dea e un soggetto di David Chandler, fu prodotto da Sam Katzman per la Columbia Pictures Corporation e girato nell'Iverson Ranch a Chatsworth, Los Angeles, California, dal 1º maggio al 13 maggio 1952.

## Colonna sonora
- Listen to the Mockingbird - musica di Richard Milburn e parole di Septimus Winner
- When Johnny Comes Marching Home - scritta da Louis Lambert
- Turkey in the Straw

## Distribuzione
Il film fu distribuito con il titolo Jack McCall Desperado negli Stati Uniti dal 1º aprile 1953 al cinema dalla Columbia Pictures.
Altre distribuzioni:
- in Finlandia il 3 aprile 1953 (Lainsuojattoman tie)
- in Svezia il 18 aprile 1953 (Laglös desperado)
- in Germania Ovest il 6 novembre 1953 (Der letzte Trumpf)
- in Danimarca il 25 gennaio 1954 (Jack McCall, den lovløse)
- in Austria nel maggio del 1954 (Das Kriegsbeil der Sioux)
- in Brasile (Alçapão Sangrento)
- in Cile (Morderán el polvo)
- in Spagna (Jack McCall, desesperado)
- in Grecia (Ameiliktos ekdikitis)
- in Italia (Straniero in patria)

## Promozione
La tagline è: ONLY DESPERATE MEN RODE HIS TRAIL!.